# Leandro Puccetti
Leandro Puccetti (Gallicano, 25 marzo 1923 – Castelnuovo, 3 settembre 1944) è stato un partigiano italiano, decorato di medaglia d'oro al valor militare alla memoria nel corso della seconda guerra mondiale.

## Biografia
Nacque a Gallicano il 25 marzo 1923, figlio di Giuseppe e Maria Ghiselli.
Iscritto alla facoltà di medicina e chirurgia dell'Università di Pisa, subito dopo l'8 settembre lo studente raccolse attorno a sé un gruppo di giovani patrioti che diedero vita, nell'alta Garfagnana, ad una formazione partigiana che fu denominata "Pippo" o "Valanga" e che raggiunse la consistenza di settanta uomini. Con essi Puccetti distrusse installazioni militari nazifasciste e partecipò a numerosi scontri armati sul Monte Forato e sull'Alpe di Sant'Antonio. Ferito più volte, riprese sempre la lotta sino a che, il 29 agosto 1944, il ragazzo fu mortalmente colpito.
Finita la guerra, l'Università di Pavia ha conferito al suo valoroso studente la laurea "ad honorem". A Leandro Puccetti sono state intitolate vie a Lucca e nel suo paese natale. Porta il nome del ragazzo anche la scuola media di Gallicano.